# Pablo González Garza

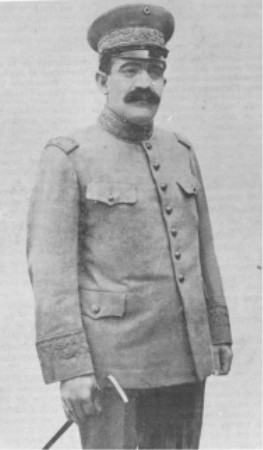
Pablo González

Pablo González Garza (Lampazos, 1879 - Monterrey, 1950) was een Mexicaans militair.
In 1911 sloot hij zich aan bij de Mexicaanse Revolutie aan de zijde van Francisco I. Madero en na diens omverwerping in 1913 sloot hij zich aan bij het Constitutionalistische Leger van Venustiano Carranza in het verzet tegen Victoriano Huerta. Als generaal werd hij tot bevelhebber van de Noordoostelijke Divisie van het Constitutionele leger benoemd. Na de overwinning van de Constitutionalisten voerde González het leger aan tegen de rebellen van Emiliano Zapata. In 1919 slaagde hij erin een valstrik te orkestreren waardoor Zapata vermoord kon worden.
In 1919 kwam hij in opstand tegen president Venustiano Carranza. Na het Plan van Agua Prieta waarbij Carranza werd verdreven sloot hij zich aan bij de nieuwe machthebbers, maar kwam korte tijd later tegen hem in opstand. González werd verslagen en zag zich gedwongen het land te ontvluchten. In 1940 kon hij terugkeren naar Mexico. Hij overleed tien jaar later.